# Achmim
Koordinaten: 26° 34′ N, 31° 45′ O
Achmim oder Echmim (arabisch أخميم Achmīm, DMG Aḫmīm, auch Akhmim) ist eine Stadt mit ca. 84.800 Einwohnern in Oberägypten auf dem östlichen Nilufer (Brücke nach Sohag, rund 200 km nördlich von Luxor, etwa 190 km oberhalb von Siut und 114 km nordwestlich von Keneb) auf einem Schutthügel in dem Ruinenfeld der antiken Stadt.

## Toponymie
Der Ort hatte im Laufe der Geschichte verschiedene Namen. Der altägyptische Name war Jpw (Ipu), w n Mnw und nach der Amarnazeit Ḫntj Mnw (Chenti-Min) bzw. Ḫnmt Mnw (Chenmet-Min). Die griechische Umschrift lautete Χέμμις (Chemmis) oder Χεμμω (Chemmo), der koptische Name war Ⲭⲙⲓⲛ (Chemin) oder Ϣⲙⲓⲛ (Schemin) und der arabische Name ist أخميم Achmim. Daneben finden sich die griechische Übertragung Πανώπολις oder ή Πανος, auch koptisch belegt als ⲧⲡⲟⲗ[ⲓⲥ] ⲡⲁⲛⲟ[ⲥ], beziehungsweise die römischen Namen Panopolis und Pano.

## Geschichte
Achmim war Hauptstadt des neunten oberägyptischen Min-Gaues („Gau der guten Seele“), mit dem Orts-/Gaugott Min. Diese altägyptische Gottheit wurde besonders in Achmim (als Herr von Ipu, der starke Horus) und in Koptos verehrt.
Panopolis war in griechisch-römischer Zeit ein Zentrum der Textilherstellung (so bei Strabon 17, 813) mit ausgedehnten Nekropolen und in byzantinischer Zeit Hauptstadt der Provinz Thebais der Diözese Ägypten. In Achmim finden sich zahlreiche koptische Klöster.
In der Mitte des fünften Jahrhunderts litt die Stadt unter Angriffen der Blemmyer.

## Archäologische Funde

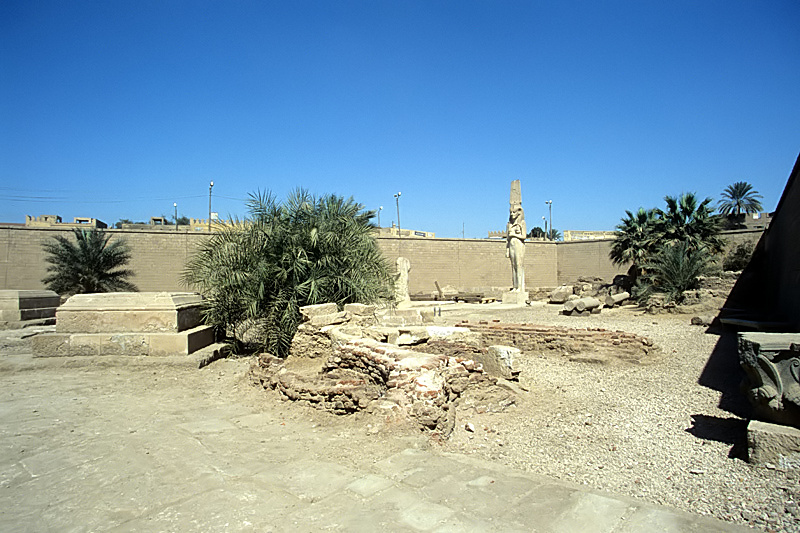
Freilichtmuseum in Achmim

Die Tempel in Achmim gehörten zu den größten des griechisch-römischen Ägypten, ihre Ruinen galten noch im Mittelalter bei den arabischen Schriftstellern als Weltwunder. Heute sind sie fast vollständig verschwunden. Aus Achmim stammt unter anderem eine Priesterstatue des Nepherites I. sowie ein Granitblock mit Weihinschrift von Psammuthis, ein oberägyptischer Regent der 29. Dynastie. Er war Gegenkönig des Hakor (Achoris). Seine Regierungszeit wird mit 393–92 v. Chr. angegeben. Psammuthis ist die griechische Umschrift des Eigennamens Pascherienmut („Kind der Göttin Mut“).
Bekannt sind zahlreiche Papyri (Urkunden) aus Panopolis, durch Reisende von ägyptischen Fellachen erworben und infolge der Napoleonischen Ägyptenexpedition von 1798 und der damit zusammenhängenden auflebenden Bereisung Ägyptens durch Europäer somit erhalten geblieben. Sie gelangten dann in zahlreiche europäische Museen.
Aus dem Gräberfeld von Panopolis stammen zahlreiche spätantike und frühislamische Textilfragmente, die der Schweizer Archäologe, Sammler und Kunsthändler Robert Forrer (1866–1947) 1891 ausgrub und an verschiedene europäische Museen (u. a. Stiftung Moritzburg in Halle an der Saale) verkaufte. Zudem stammen aus den kaiserzeitlichen Nekropolen diverse Mumienporträts.

## Persönlichkeiten
- Die Priesterin Henti, die die Titel der Vorsteherin der Kultmusikanten des Iunmutef, Priesterin der Hathor und Wächterin des Min trug, war in der Nekropole El-Diabat bei Achmim bestattet.
- Juja (Priester des Min und Vorsteher der Pferde) und Tuja, Eltern von Teje, der Hauptfrau Amenophis III.
- Teje, die Große königliche Gemahlin des Amenophis III. und Mutter Echnatons, stammte wie ihre Eltern Juja und Tuja ebenfalls aus Achmim. Diese Tatsache hat zu einer Theorie geführt, deren Beweislage allerdings umstritten ist: Eje wird für den Bruder der Teje und Vater der Nofretete gehalten. Da seine Frau nur Amme der späteren Königin war, vermutet man eine frühere, verstorbene Ehefrau, die bisher nicht nachgewiesen ist. Auf Tujas Sarg ist zwar Anen (2. Priester des Amun) als Sohn genannt, Eje selbst jedoch nicht.
- Der Pharao Eje stammte aus Achmim, und seine Frau Tij war Amme der Nofretete. In den vier Jahren seiner Regentschaft führte er die Abkehr vom Aton-Kult konsequent fort, baute in Abydos, Karnak und Luxor und errichtete eine Felskapelle für Min in Achmim.
- Der altgriechische Alchemist Zosimus von Panopolis (ca. 250 bis ca. 310 n. Chr.). Er verfasste 28 Bücher der Alchemie („Chemeutika“), von denen heute nur Band 24 sowie einige Zitate erhalten sind. Zosimus verbesserte die Destillation und arbeitete an metallurgischen Aufgabenstellungen und führte die Bezeichnung Chemie ein.
- Aus Panopolis stammt auch der altgriechische Epiker Nonnos von Panopolis (5. Jahrhundert), der in Alexandria das Epos Dionysiaka in 48 Gesängen mit 21 382 Versen verfasste.
- Nestorius, der Patriarch von Konstantinopel starb in Panopolis in der Verbannung.
- Danaos war aus Chemmis in Ägypten gebürtig.